# Třída Pennsylvania (1901)
Třída Pennsylvania byla třída pancéřových křižníků námořnictva Spojených států amerických. Tvořilo ji celkem pět křižníků, provozovaných v letech 1905–1931. Všechny byly během služby přejmenovány.

## Stavba
Celkem bylo v letech 1901–1908 postaveno šest křižníků této třídy. Stavba první trojice byla objednána roku 1899 a druhé trojice roku 1900. Třída svými rozměry a výtlakem výrazně převyšovala předcházející křižník USS Brooklyn. Po dvou křižnících této třídy postavily americké loděnice William Cramp & Sons ve Filadelfii, Newport News Shipbuilding v Newport News a Union Iron Works v San Franciscu.
Jednotky třídy Pennsylvania:
| Jméno                     | Loděnice                                | Založení kýlu | Spuštěna          | Vstup do služby | Poznámka |
| ------------------------- | --------------------------------------- | ------------- | ----------------- | --------------- | --- |
| USS Pennsylvania (ACR-4)  | Cramp, Filadelfia                       | 1901          | 22. srpna 1903    | 9. března 1905  | Roku 1912 přejmenován na Pittsburgh. Vyřazen 1931.                                                                                 |
| USS West Virginia (ACR-5) | Newport News Shipbuilding, Newport News | 1901          | 18. dubna 1903    | 23. února 1905  | Roku 1916 přejmenován na Huntington. Vyřazen 1920.                                                                                 |
| USS California (ACR-6)    | Union Iron Works, San Francisco         | 1902          | 28. dubna 1904    | 1. srpna 1908   | Roku 1914 přejmenován na San Diego. Dne 19. července 1918 se poblíž Long Islandu potopil na mině položené německou ponorkou U-156. |
| USS Colorado (ACR-7)      | Cramp, Filadelfia                       | 1901          | 25. dubna 1903    | 19. ledna 1905  | Roku 1916 přejmenován na Pueblo. Vyřazen 1927.                                                                                     |
| USS Maryland (ACR-8)      | Newport News Shipbuilding, Newport News | 1901          | 12. září 1903     | 18. dubna 1905  | Roku 1916 přejmenován na Frederick. Vyřazen 1922.                                                                                  |
| USS South Dakota (ACR-9)  | Union Iron Works, San Francisco         | 1902          | 21. července 1904 | 27. ledna 1908  | Roku 1920 přejmenován na Huron. Vyřazen 1927.                                                                                      |

## Konstrukce

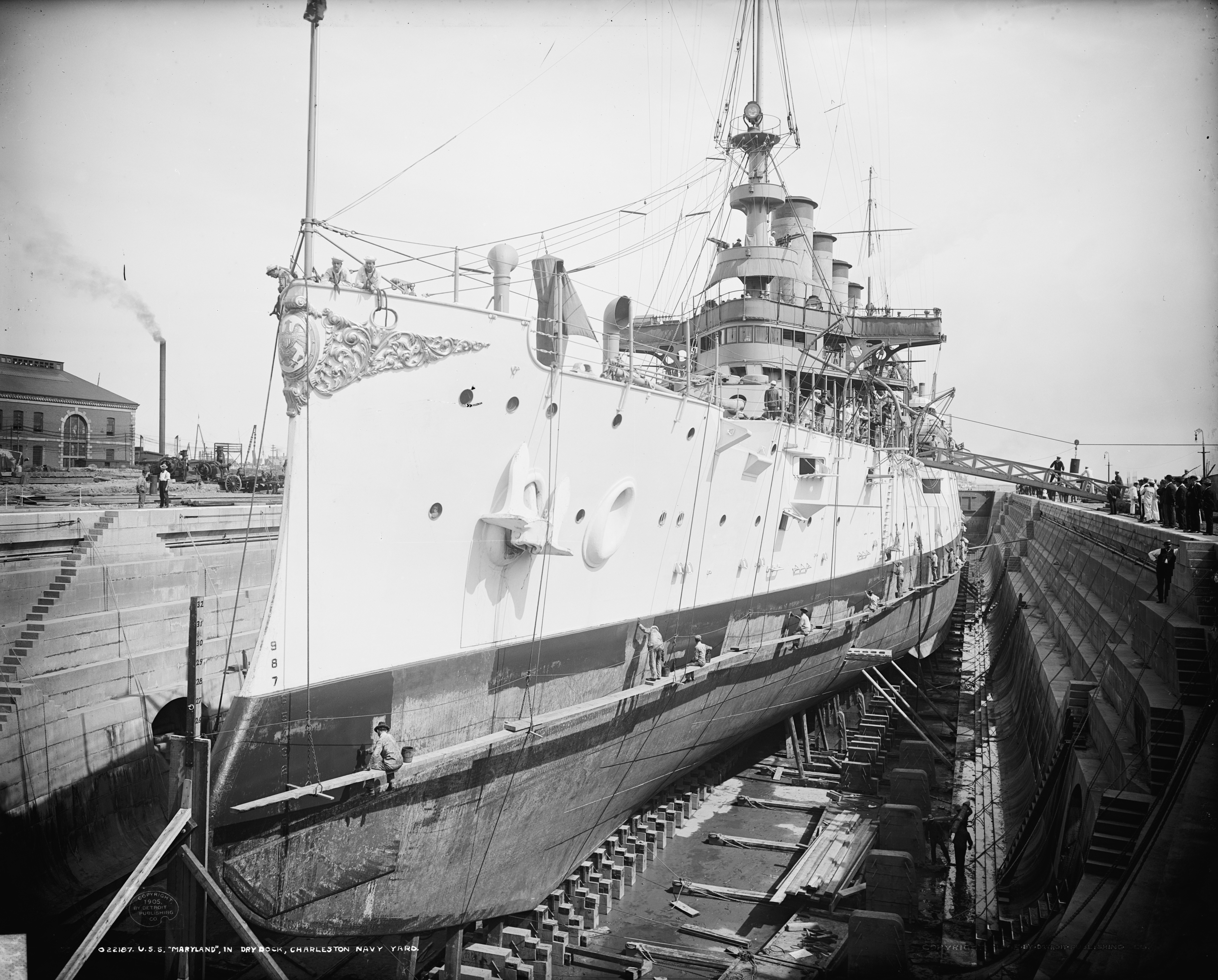
USS Maryland (ACR-8)

Výzbroj tvořily čtyři 203mm kanóny ve dvoudělových věžích, čtrnáct 152mm kanónů, osmnáct 76mm kanónů, dvanáct 47mm kanónů, dva 37mm kanóny a dva 450mm torpédomety. Pohonný systém křižníků Pennsylvania a Colorado tvořilo 32 kotlů Niclausse a dva parní stroje s trojnásobnou expanzí o výkonu 23 000 hp, pohánějící dva lodní šrouby. Ostatní křižníky měly pouze 16 kotlů Babcock & Wilcox, ostatní parametry zůstaly stejné. Nejvyšší rychlost dosahovala 22 uzlů. Dosah byl 5000 námořních mil při rychlosti 10 uzlů.

## Služba

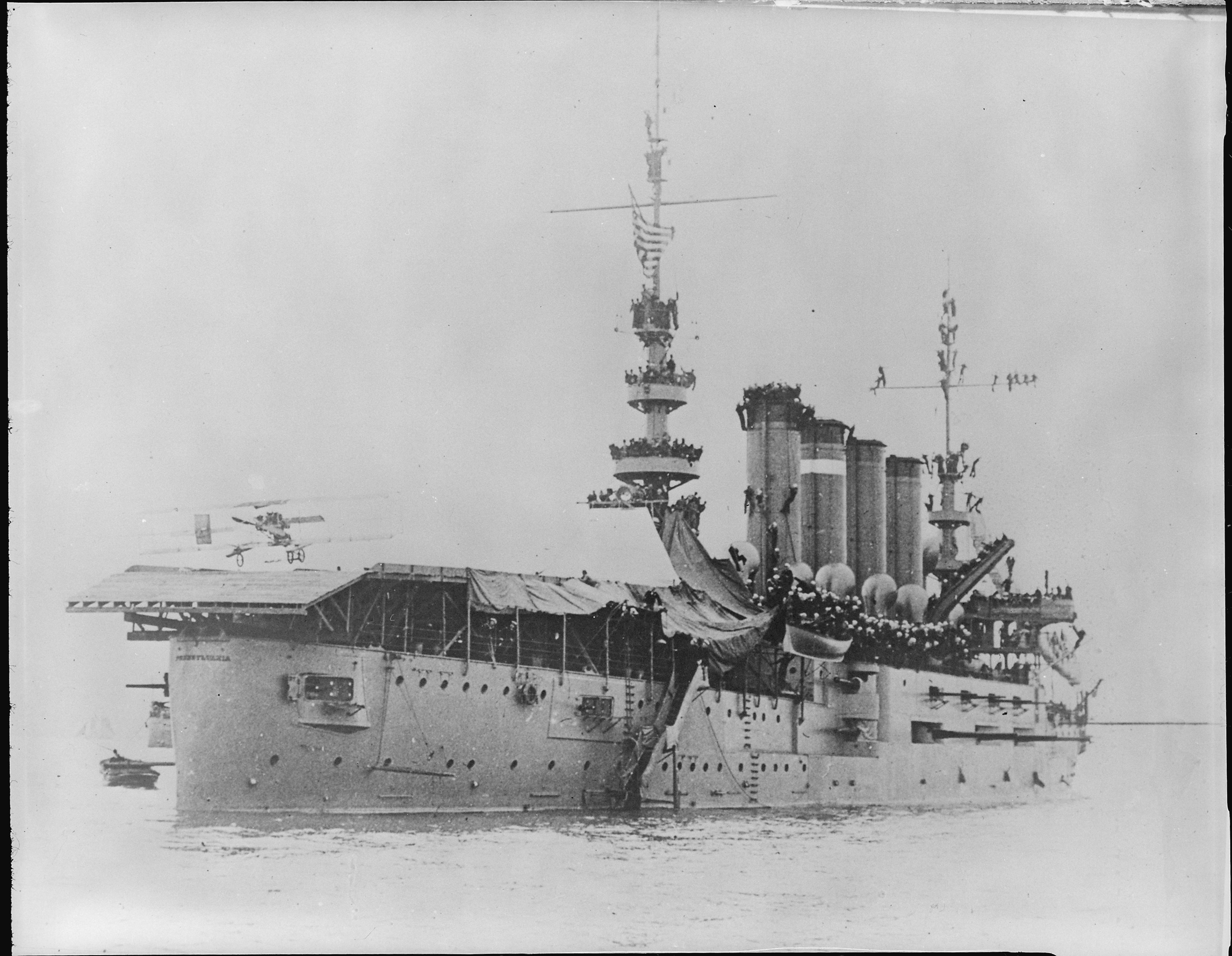
Eugene Burton Ely s letounem Curtiss poprvé přistává na palubě křižníku Pennsylvania

Dne 18. ledna 1911 se na palubě pancéřového křižníku Pennsylvania uskutečnilo vůbec první přistání letadla na palubu lodě. Eugene Burton Ely tehdy s letounem Curtiss přistál na plošině zbudované na zádi a zadní dělové věži tohoto křižníku.
Křižníky této třídy byly nasazeny za první světové války. Pancéřový křížník San Diego (ex California) se dne 19. července 1918 poblíž Long Islandu potopil na mině položené německou ponorkou U-156. San Diego byl největší americkou válečnou lodí ztracenou v první světové válce. Po válce byly tři křižníky vyřazeny z prvoliniové služby a ve 20. letech sloužily jako ubytovací plavidla. Pouze Pittsburgh a Huron byly ve 20. letech v aktivní službě. Všechny byly do roku 1931 vyřazeny a sešrotovány.